# ЦИМ
ЦИМ (ивр. צים‎, от צי ימי מסחרי‎ — морской торговый флот) — израильская компания морского судоходства. Основана в 1945 году Еврейским агентством, Гистадрутом и Палестинской морской лигой. С 1959 года 30 % акций компаний принадлежало Государству Израиль, к 1965 году государство было главным акционером, но в 1998 году контрольный пакет получила частная фирма (Israel Corporation семейства Офер). С 2021 года котируется на Нью-Йоркской фондовой бирже, входит в число 20 крупнейших компаний морских перевозок в мире.

## История
Суда компании ЦИМ
Компания основана в 1945 году Еврейским агентством, Гистадрутом и Палестинской морской лигой. Компания создавалась как для получения прибыли, так и для обеспечения независимости будущего еврейского государства в Палестине от иностранных транспортных фирм. Первое судно, купленное ею, «Кедма» грузоподъёмностью 3,5 тыс. т, было направлено на обслуживание нового грузопассажирского маршрута Марсель-Хайфа.
После провозглашения независимости Государства Израиль ЦИМ был объединён с подразделением «Алии Бет» «Онийот у-сфинот», уже владевшим собственным флотом судов. В этот период основной задачей компании стала перевозка евреев-репатриантов из Европы. Соглашение о репарациях между ФРГ и Израилем обеспечило ей средства для расширения флота, и с 1953 по 1955 год для неё на немецких верфях были построены 18 новых судов. В дальнейшем флот ЦИМ пополнялся также судами, строившимися в самом Израиле, Японии, Франции, Швеции, Италии и Югославии. В 1967 году на службе компании состояли 3400 моряков и портовых служащих, а к началу 1970-х годов общая грузоподъёмность 60 судов ЦИМа превысила 1 млн тонн. Компания осуществляла грузовые перевозки в большинство стран Европы, США и Канаду, Австралию, Южную Америку, Африку и такие страны Азии как Гонконг и Япония; под эгидой ЦИМа были созданы национальные компании судоходства Ганы и Бирмы. До начала 1970-х годов важным компонентом деятельности компании оставались пассажирские перевозки, в этот период она владела четырьмя лайнерами, в том числе «Шалом» водоизмещением 25 тыс. т, обслуживавшим линию Хайфа-Нью-Йорк. Однако в дальнейшем морские пассажирские перевозки сочли убыточными и ЦИМ от них отказался.
Первоначально по 45 % акций компании принадлежали Еврейскому агентству и Гистадруту, а остальные 10 % — Палестинской морской лиге, хотя с самого начала планировалось, что её деятельность будет контролировать государство. В 1959 году Государство Израиль стало акционером ЦИМа с пакетом в 30 % акций, а к 1965 году ему принадлежали уже 80 % акций. В 1969 году 48 % акций приобрела Israel Corporation, принадлежащая семейству Офер.
В 1970-е годы, с развитием морских контейнерных перевозок, ЦИМ приобрёл 6 новых судов, предназначенных для такого способа доставки грузов, и одним из первых добавил к традиционной службе доставки «от порта до порта» расширенную версию «от двери до двери». После кризиса мирового судоходства в начале 1980-х годов компания вернулась к положительному балансу в 1985 году и в конце десятилетия заложила на верфях Германии 15 контейнеровозов нового поколения. В 2005—2007 годах в КНР, Японии и Тайване были заключены контракты на постройку или долгосрочную аренду ещё 20 судов, но из-за начавшегося в 2008 году экономического кризиса договорённость с Тайванем осталась нереализованной. Тем не менее ЦИМ сохранил за собой место в числе 20 крупнейших компаний мира, занимающихся морскими перевозками.
До 1998 года почти все акции ЦИМа были разделены поровну между государством и Israel Corporation (на долю прочих держателей приходились лишь 2,3 % акций). Позже братья Офер стали владельцами контрольного пакета, а в 2004 году приобрели за 115 млн долларов долю государства (49 % акций). В результате экономического кризиса 2008 года встал вопрос о рентабельности компании ЦИМ, и в 2014 году 68 % её акций получили кредиторы в обмен на отказ от подачи судебных исков.

## Состояние в XXI веке
Число сотрудников в середине 2010-х годов превышало 4200 человек. В этот период компания располагала 170 представительствами более чем в 100 странах и обслуживала свыше 180 портов на всех континентах.
В начале 2020-х годов в перевозках компании участвовали около 140 судов общей вместимостью около 540 тыс. TEU, из которых в её полной собственности находились только 8, а остальные арендовались. С начала 2021 года компания начала торги на Нью-Йоркской фондовой бирже. К весне 2023 года капитализация составляла более 2 млрд долларов после того как достигала пикового значения в более чем 10 млрд долларов за год до этого.